# Ocna Mureș
Ocna Mureș é uma cidade da Romênia com 15.697 habitantes, localizada no distrito de Alba.